# Larressore
Larressore (prononcé [laʁəsɔʁ] ; en basque : Larresoro) est une commune française, située dans le département des Pyrénées-Atlantiques en région Nouvelle-Aquitaine.
Le gentilé est Larresoroar.

## Géographie

### Localisation
La commune de Larressore se trouve dans le département des Pyrénées-Atlantiques, en région Nouvelle-Aquitaine.
Sur le plan historique et culturel, Larressore fait partie de la province du Labourd, un des sept territoires composant le Pays basque,. Le Labourd est traversé par la vallée alluviale de la Nive et rassemble les plus beaux villages du Pays basque. Depuis 1999, l'Académie de la langue basque ou Euskalzaindia divise le territoire du Labourd en six zones,. La commune est dans la zone Lapurdi Erdialdea (Labourd-Centre), au centre de ce territoire.
Elle se situe à 127 km par la route de Pau, préfecture du département, à 17 km de Bayonne, sous-préfecture, et à 4,3 km de Cambo-les-Bains, bureau centralisateur du canton de Baïgura et Mondarrain dont dépend la commune depuis 2015 pour les élections départementales.
La commune fait en outre partie du bassin de vie de Bayonne.
Les communes les plus proches sont : 
Halsou (1,4 km), Jatxou (2,2 km), Cambo-les-Bains (3,3 km), Espelette (3,4 km), Ustaritz (3,5 km), Souraïde (4,3 km), Itxassou (5,3 km), Espelette (7,5 km).

### Communes limitrophes
Les communes limitrophes sont Cambo-les-Bains, Espelette, Halsou, Itxassou, Jatxou et Ustaritz.
| Ustaritz  | Jatxou     | Halsou          |
|           | Larressore | Cambo-les-Bains |
| Espelette |            | Itxassou        |

### Hydrographie

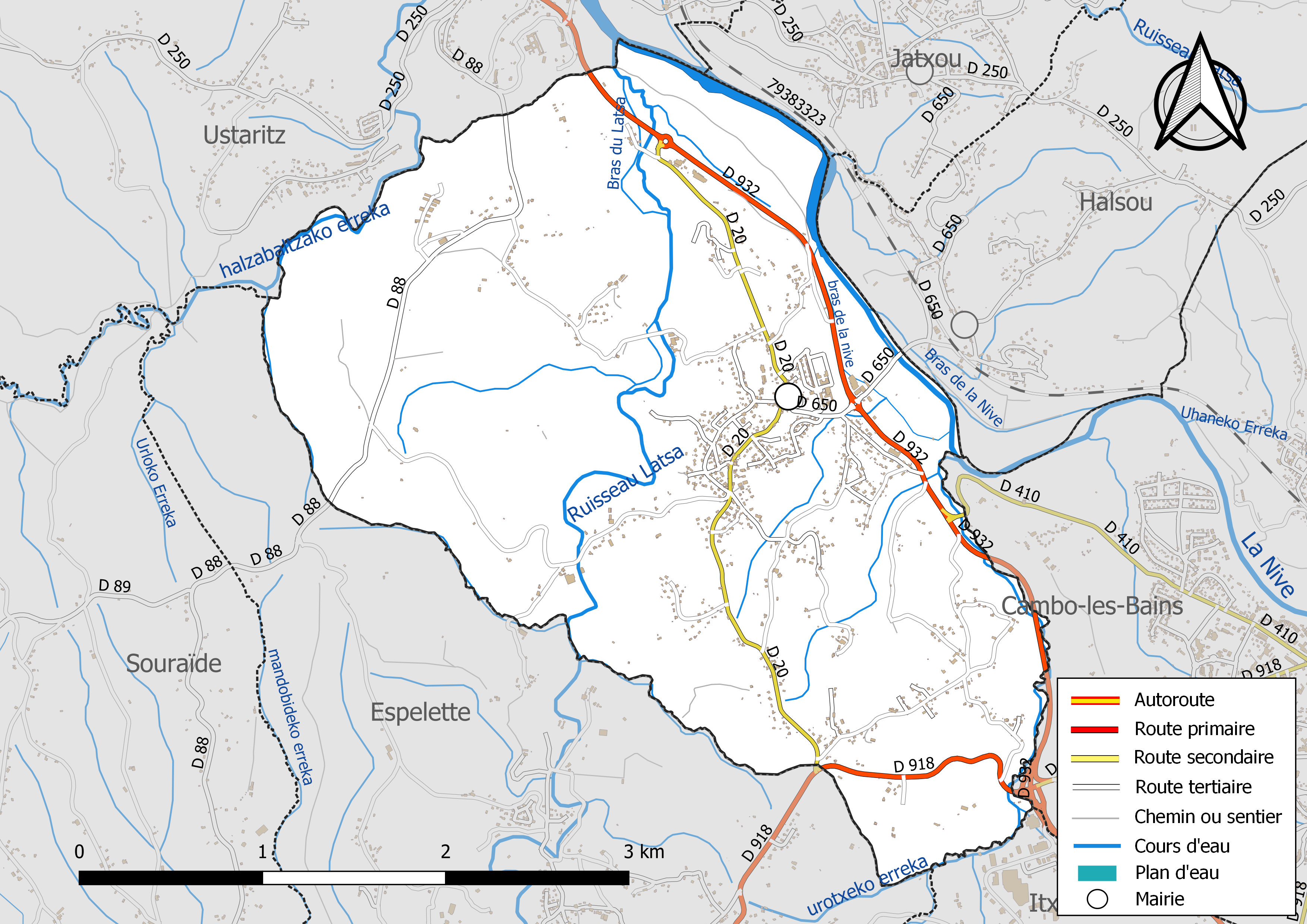
Réseaux hydrographique et routier de Larressore.

La commune est drainée par la Nive, Halzabaltzako erreka, le Latsa, Urotxeko erreka, un bras de la Nive, un bras du Latsa, Latxekoerréka, et par divers petits cours d'eau, constituant un réseau hydrographique de 20 km de longueur totale,.
La Nive, d'une longueur totale de 79,3 km, naît au pied du Mendi Zar (1 323 m), au-delà de la frontière espagnole, sous le nom de Harpeko erreka, et s'écoule du sud-est vers le nord-ouest. Elle traverse la commune et se jette dans l'Adour à Bayonne, après avoir traversé 20 communes.
Halzabaltzako erreka, d'une longueur totale de 12 km, prend sa source dans la commune de Souraïde et s'écoule vers le nord. Il traverse la commune et se jette dans Antzarako erreka à Ustaritz, après avoir traversé 5 communes.
Le Latsa, d'une longueur totale de 14,8 km, prend sa source dans la commune d'Espelette et s'écoule du sud vers le nord. Il traverse la commune et se jette dans la Nive à Ustaritz, après avoir traversé 3 communes.

### Climat
Pour des articles plus généraux, voir Climat de la Nouvelle-Aquitaine et Climat des Pyrénées-Atlantiques.
Historiquement, la commune est exposée à un micro climat océanique basque.  
En 2020, Météo-France publie une typologie des climats de la France métropolitaine dans laquelle la commune est exposée à un climat de montagne et est dans la région climatique Pyrénées atlantiques, caractérisée par une pluviométrie élevée (>1 200 mm/an) en toutes saisons, des hivers très doux (7,5 °C en plaine) et des vents faibles.
Pour la période 1971-2000, la température annuelle moyenne est de 14,1 °C, avec une amplitude thermique annuelle de 12,5 °C. Le cumul annuel moyen de précipitations est de 1 404 mm, avec 13,2 jours de précipitations en janvier et 8,2 jours en juillet. Pour la période 1991-2020, la température moyenne annuelle observée sur la station météorologique la plus proche, située sur la commune d'Espelette à 3 km à vol d'oiseau, est de 14,6 °C et le cumul annuel moyen de précipitations est de 1 723,4 mm,. Pour l'avenir, les paramètres climatiques de la commune estimés pour 2050 selon différents scénarios d’émission de gaz à effet de serre sont consultables sur un site dédié publié par Météo-France en novembre 2022.

### Milieux naturels et biodiversité

#### Réseau Natura 2000
Le réseau Natura 2000 est un réseau écologique européen de sites naturels d'intérêt écologique élaboré à partir des Directives « Habitats » et « Oiseaux », constitué de zones spéciales de conservation (ZSC) et de zones de protection spéciale (ZPS).
Un site Natura 2000 a été défini sur la commune au titre de la « directive Habitats » : « la Nive », d'une superficie de 9 473 ha, un des rares bassins versants à accueillir l'ensemble des espèces de poissons migrateurs du territoire français, excepté l'Esturgeon européen,.

#### Zones naturelles d'intérêt écologique, faunistique et floristique
L’inventaire des zones naturelles d'intérêt écologique, faunistique et floristique (ZNIEFF) a pour objectif de réaliser une couverture des zones les plus intéressantes sur le plan écologique, essentiellement dans la perspective d’améliorer la connaissance du patrimoine naturel national et de fournir aux différents décideurs un outil d’aide à la prise en compte de l’environnement dans l’aménagement du territoire.
Une ZNIEFF de type 2 est recensée sur la commune, : 
le « réseau hydrographique des Nives » (3 596,23 ha), couvrant 33 communes du département.

## Urbanisme

### Typologie
Au 1er janvier 2025, Larressore est catégorisée bourg rural, selon la nouvelle grille communale de densité à sept niveaux définie par l'Insee en 2022.
Elle appartient à l'unité urbaine de Bayonne (partie française), une agglomération internationale regroupant 28  communes, dont elle est une commune de la banlieue,,. Par ailleurs la commune fait partie de l'aire d'attraction de Bayonne (partie française), dont elle est une commune de la couronne,. Cette aire, qui regroupe 56 communes, est catégorisée dans les aires de 200 000 à moins de 700 000 habitants,.

### Occupation des sols

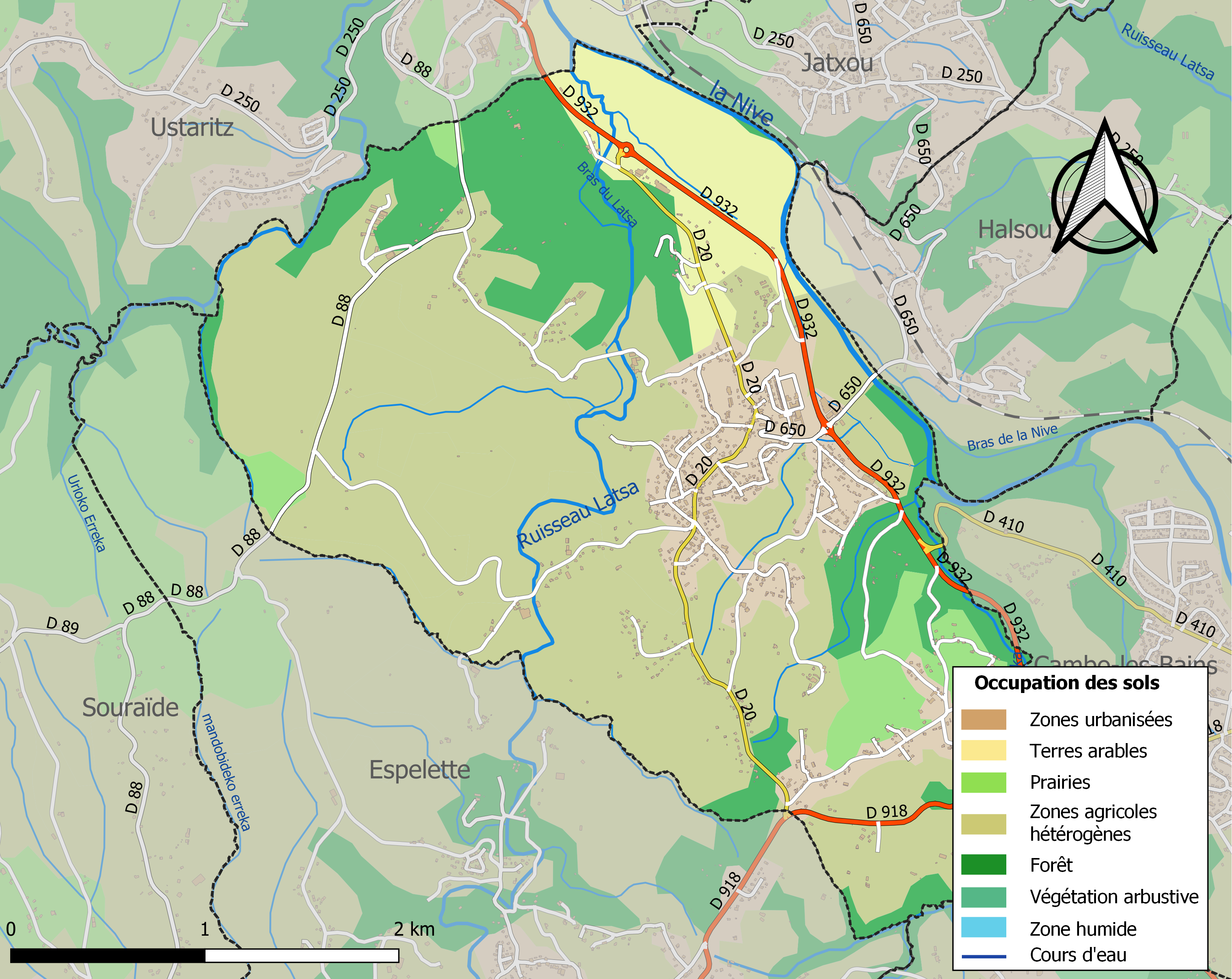
Carte des infrastructures et de l'occupation des sols de la commune en 2018 (CLC).

L'occupation des sols de la commune, telle qu'elle ressort de la base de données européenne d’occupation biophysique des sols Corine Land Cover (CLC), est marquée par l'importance des territoires agricoles (70,5 % en 2018), en diminution par rapport à 1990 (72,1 %). La répartition détaillée en 2018 est la suivante : 
zones agricoles hétérogènes (56,5 %), forêts (18,4 %), zones urbanisées (11,2 %), terres arables (8,3 %), prairies (5,6 %). L'évolution de l’occupation des sols de la commune et de ses infrastructures peut être observée sur les différentes représentations cartographiques du territoire : la carte de Cassini (XVIIIe siècle), la carte d'état-major (1820-1866) et les cartes ou photos aériennes de l'IGN pour la période actuelle (1950 à aujourd'hui).

### Lieux-dits et hameaux
En 2012, le Géoportail recense les lieux-dits suivants :
- Agara
- Aguerréa
- Aguerrékoborda
- Basseboure
- Bélaitza
- Bordaxuria
- Bordya
- Errégéénéa
- Eskanda
- Estébérénéa
- Etchazpia
- Habantza
- Ibarrea
- Inthalatzia
- Jamienea
- Jaureguia
- Kaballenborda
- Larrondoa
- Latsa
- Latsagaina
- Latxaldéa
- Leganoa
- Lokétaetchéverria
- Mirikuborda
- Mordoya
- Nañarenborda
- Ordokia
- Ospitalea
- Pekatenborda
- Pelerenborda
- la Place
- Pont romain
- Pordoina
- Portuita
- Préosta
- Salaberriko Borda.

### Voies de communication et transports
Larressore est desservie par les routes départementales D 20, D 88, D 932 et D 918.

### Risques majeurs
Le territoire de la commune de Larressore est vulnérable à différents aléas naturels : météorologiques (tempête, orage, neige, grand froid, canicule ou sécheresse), inondations, feux de forêts et séisme (sismicité moyenne). Il est également exposé à un risque technologique,  le transport de matières dangereuses. Un site publié par le BRGM permet d'évaluer simplement et rapidement les risques d'un bien localisé soit par son adresse soit par le numéro de sa parcelle.

#### Risques naturels
Certaines parties du territoire communal sont susceptibles d’être affectées par le risque d’inondation par une crue torrentielle ou à montée rapide de cours d'eau, notamment la Nive, le ruisseau Latsa et l'Halzabaltzako erreka. La commune a été reconnue en état de catastrophe naturelle au titre des dommages causés par les inondations et coulées de boue survenues en 1982, 1983, 1995, 2007, 2009, 2013, 2014 et 2021,.
Larressore est exposée au risque de feu de forêt. En 2020, le premier plan de protection des forêts contre les incendies (PDPFCI) a été adopté pour la période 2020-2030. La réglementation des usages du feu à l’air libre et les obligations légales de débroussaillement dans le département des Pyrénées-Atlantiques font l'objet d'une consultation de public ouverte du 16 septembre au 7 octobre 2022,.

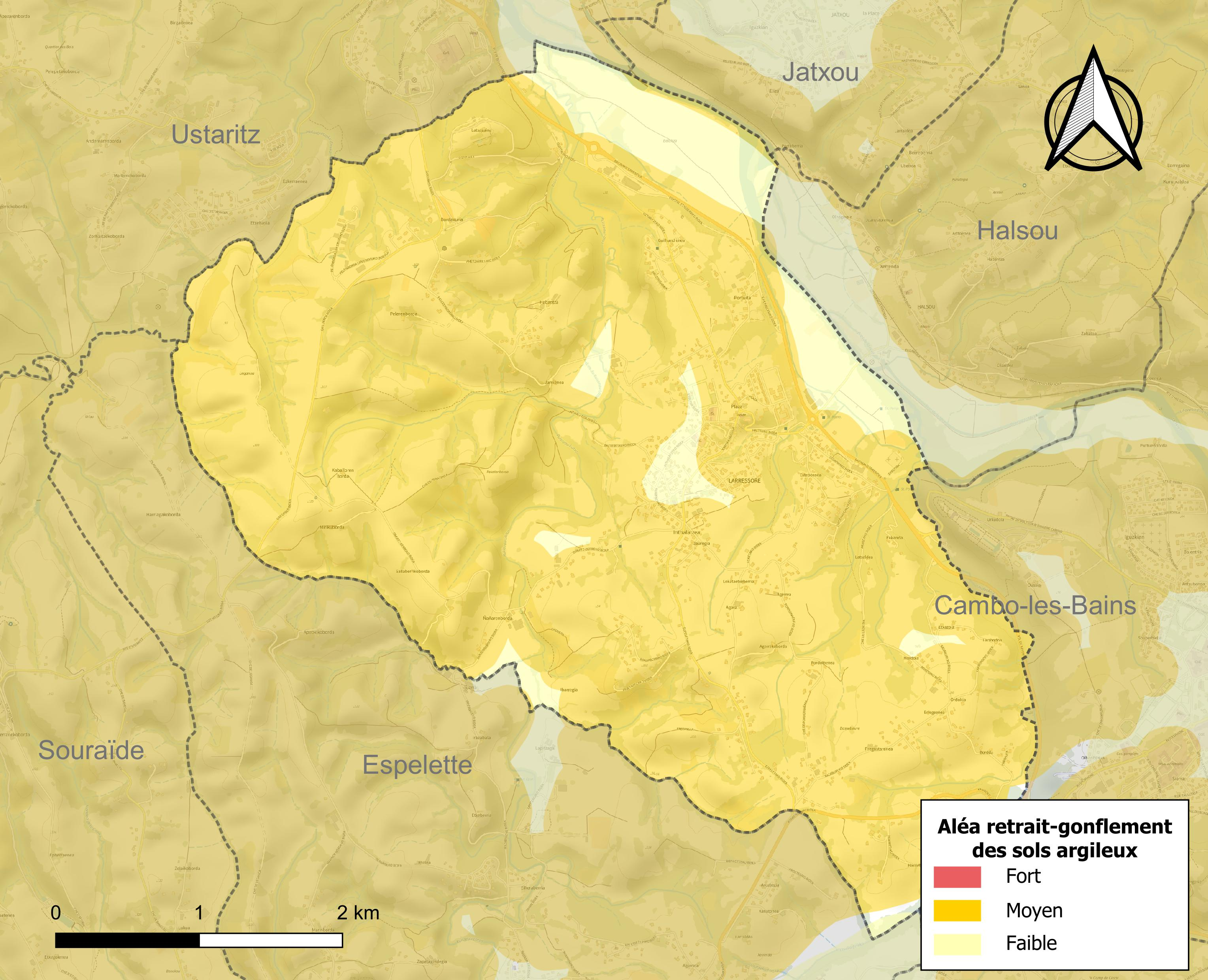
Carte des zones d'aléa retrait-gonflement des sols argileux de Larressore.

Le retrait-gonflement des sols argileux est susceptible d'engendrer des dommages importants aux bâtiments en cas d’alternance de périodes de sécheresse et de pluie. 91,1 % de la superficie communale est en aléa moyen ou fort (59 % au niveau départemental et 48,5 % au niveau national). Depuis le 1er octobre 2020, en application de la loi ELAN, différentes contraintes s'imposent aux vendeurs, maîtres d'ouvrages ou constructeurs de biens situés dans une zone classée en aléa moyen ou fort,.
Concernant les mouvements de terrains, la commune a été reconnue en état de catastrophe naturelle au titre des dommages causés par des mouvements de terrain en 2013.

## Toponymie

### Attestations anciennes
Le toponyme Larressore apparaît sous les formes
Sancti martini d'arribera longa (1249),
Larressore (1747),
Sanctus Martinus de Larressorre (1757, collations du diocèse de Bayonne) et
Larrasoro et Larresoro au XIXe siècle.

### Étymologie
Son nom vient de larre « lande » et soro « pré », soit « terre ou prés des landes ».

### Autres toponymes
Andariette, hameau de la commune et ancien prieuré du diocèse de Bayonne, est mentionné sous la forme le prieuré de Notre-Dame d'Andriette au XVIIIe siècle (Carmes de Bayonne).
Inthalatzia est mentionné au XIXe siècle (1863, dictionnaire topographique Béarn-Pays basque).

### Graphie basque
Son nom basque actuel est Larresoro.

## Histoire
Paul Raymond note que Larressore est une ancienne annexe de la commune de Cambo-les-Bains.
Ce village rural, connu depuis le Moyen Âge, a formé dans son séminaire ouvert par l'abbé Daguerre en 1733, l'élite intellectuelle du Pays basque pendant un siècle et demi.
En 1794, au plus fort de la Terreur, et à la suite de la désertion de quarante sept jeunes gens d'Itxassou, le Comité de salut public (arrêté du 13 ventôse an II - 3 mars 1794) fit arrêter et déporter une partie des habitants (hommes, femmes et enfants) d'Ainhoa, Ascain, Espelette, Itxassou, Sare et Souraïde, décrétées, comme les autres communes proches de la frontière espagnole, communes infâmes. Cette mesure fut étendue à Biriatou, Cambo, Larressore, Louhossoa, Mendionde et Macaye.
Les habitants furent « réunis dans diverses maisons nationales, soit dans le district d'Ustaritz, soit dans celles de la Grande Redoute, comme de Jean-Jacques Rousseau ». En réalité, ils furent regroupés dans les églises, puis déportés dans des conditions très précaires à Bayonne, Capbreton, Saint-Vincent-de-Tyrosse et à Ondres. Les départements où furent internés les habitants des communes citées furent le Lot, le Lot-et-Garonne, le Gers, les Landes, les Basses-Pyrénées (partie béarnaise) et les Hautes-Pyrénées.
Le retour des exilés et le recouvrement de leurs biens furent décidés par une série d'arrêtés pris le 29 septembre et le 1er octobre 1794, poussés dans ce sens par le directoire d'Ustaritz : « Les ci-devant communes de Sare, Itxassou, Ascain, Biriatou et Serres, dont les habitants internés il y a huit mois par mesure de sûreté générale, n'ont pas été cultivées. Les habitants qui viennent d'obtenir la liberté de se retirer dans leurs foyers, demandent à grands cris des subsistances sans qu'on puisse leur procurer les moyens de satisfaire à ce premier besoin de l'homme, la faim. ». La récupération des biens ne se fit pas sans difficulté, ceux-ci avaient été mis sous séquestre mais n'avaient pas été enregistrés et avaient été livrés au pillage : « Les biens, meubles et immeubles des habitants de Sare, n'ont été ni constatés ni légalement décrits ; tous nos meubles et effets mobiliers ont été enlevés et portés confusément dans les communes voisines. Au lieu de les déposer dans des lieux sûrs, on en a vendu une partie aux enchères, et une autre partie sans enchères. »

## Cadre départemental
Dans le cadre du département des Pyrénées-Atlantiques, la commune de Larressore fait partie depuis 2015 du canton de Baïgura et Mondarrain, dont le bureau centralisateur est à Cambo-les-Bains, canton qui fait partie de l'arrondissement de Bayonne, où se trouve la sous-préfecture des Pyrénées-Atlantiques.

## Maire
| Période   | Période                   | Identité             | Étiquette | Qualité                                                                             |
| --------- | ------------------------- | -------------------- | --------- | ----------------------------------------------------------------------------------- |
| mars 1983 | mai 2020                  | Jean-Michel Lamerens | SE        | Cadre d'entreprise retraité                                                         |
| mai 2020  | En cours (au 26 mai 2020) | Laurence Samanos     | SE        | Ancienne adjointe au maire Membre du conseil permanent de la Communauté Pays Basque |

### Intercommunalité
Larressore fait partie de huit structures intercommunales :
- la communauté d'agglomération du Pays Basque ;
- le syndicat intercommunal pour la construction et la gestion d'établissements d'accueil pour personnes âgées Eliza-Hegi ;
- le syndicat d’énergie des Pyrénées-Atlantiques ;
- le syndicat intercommunal pour la gestion du centre Txakurrak ;
- le syndicat intercommunal pour le soutien à la culture basque ;
- le syndicat mixte d'alimentation en eau potable Ura ;
- le syndicat mixte d’assainissement collectif et non collectif Ura (à la carte) ;
- le syndicat mixte du bassin versant de la Nive.

La commune adhère à l'Eurocité basque Bayonne - San Sebastian.

## Population et société

### Démographie
L'évolution du nombre d'habitants est connue à travers les recensements de la population effectués dans la commune depuis 1793. Pour les communes de moins de 10 000 habitants, une enquête de recensement portant sur toute la population est réalisée tous les cinq ans, les populations de référence des années intermédiaires étant quant à elles estimées par interpolation ou extrapolation. Pour la commune, le premier recensement exhaustif entrant dans le cadre du nouveau dispositif a été réalisé en 2006.

En 2022, la commune comptait 2 123 habitants, en évolution de +7,22 % par rapport à 2016 (Pyrénées-Atlantiques : +3,78 %, France hors Mayotte : +2,11 %).
| 1793 | 1800 | 1806 | 1821 | 1831 | 1836 | 1841 | 1846 | 1851 |
| ---- | ---- | ---- | ---- | ---- | ---- | ---- | ---- | ---- |
| 711  | 688  | 708  | 626  | 744  | 717  | 911  | 775  | 736  |

| 1856 | 1861 | 1866 | 1872 | 1876 | 1881 | 1886 | 1891 | 1896 |
| ---- | ---- | ---- | ---- | ---- | ---- | ---- | ---- | ---- |
| 869  | 833  | 787  | 825  | 841  | 808  | 835  | 810  | 841  |

| 1901 | 1906 | 1911 | 1921 | 1926 | 1931 | 1936 | 1946 | 1954 |
| ---- | ---- | ---- | ---- | ---- | ---- | ---- | ---- | ---- |
| 824  | 762  | 605  | 647  | 680  | 674  | 705  | 547  | 745  |

| 1962 | 1968 | 1975 | 1982  | 1990  | 1999  | 2006  | 2011  | 2016  |
| ---- | ---- | ---- | ----- | ----- | ----- | ----- | ----- | ----- |
| 670  | 782  | 940  | 1 057 | 1 148 | 1 320 | 1 428 | 1 683 | 1 980 |

| 2021  | 2022  | - | - | - | - | - | - | - |
| ----- | ----- | - | - | - | - | - | - | - |
| 2 129 | 2 123 | - | - | - | - | - | - | - |

La commune fait partie de l'aire d'attraction de Bayonne.

## Économie
La commune fait partie de la zone AOC de production du piment d'Espelette et de celle de l'ossau-iraty.
Une fabrique de makhilas, bâtons traditionnels basques, par l'atelier Ainciart Bergara, est installée sur la commune. Elle est, en 2021, finaliste d’un concours organisé par Primum Familiæ Vini pour distinguer les entreprises familiales qui incarnent une « responsabilité sociale et environnementale ainsi que la qualité extrême des produits ».
La conserverie artisanale basque BiPia élabore le piment d'Espelette en sauces condimentaires, en purées, crèmes, ou entiers au vinaigre en bocaux.

## Sports
Rugby à XV 
Inthalatz rugby Larressore engagé en championnat de France de rugby à XV de 3e division fédérale 2017-2018

## Culture locale et patrimoine

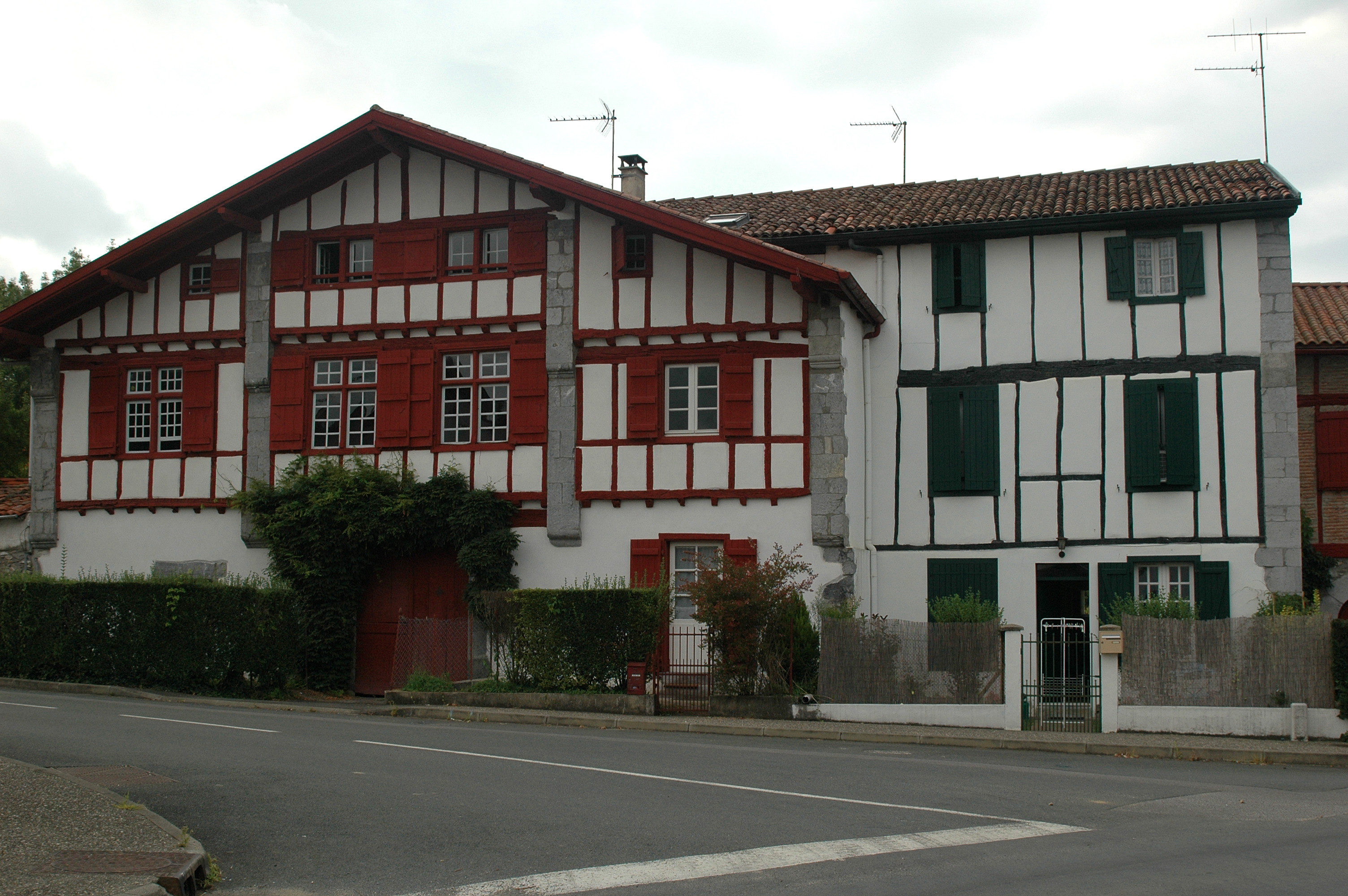
Maisons labourdines.
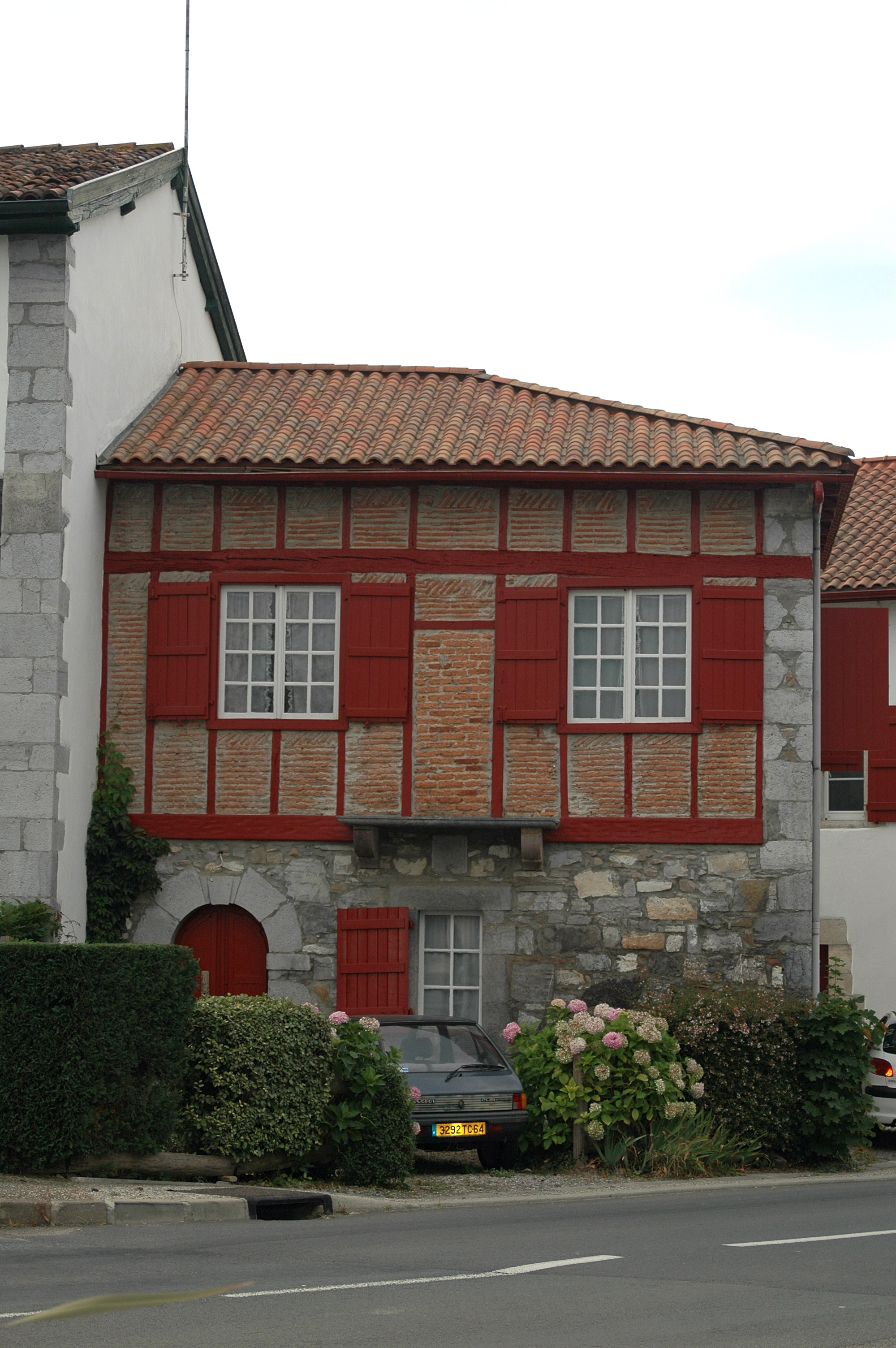
Maison basque, façade en brique.
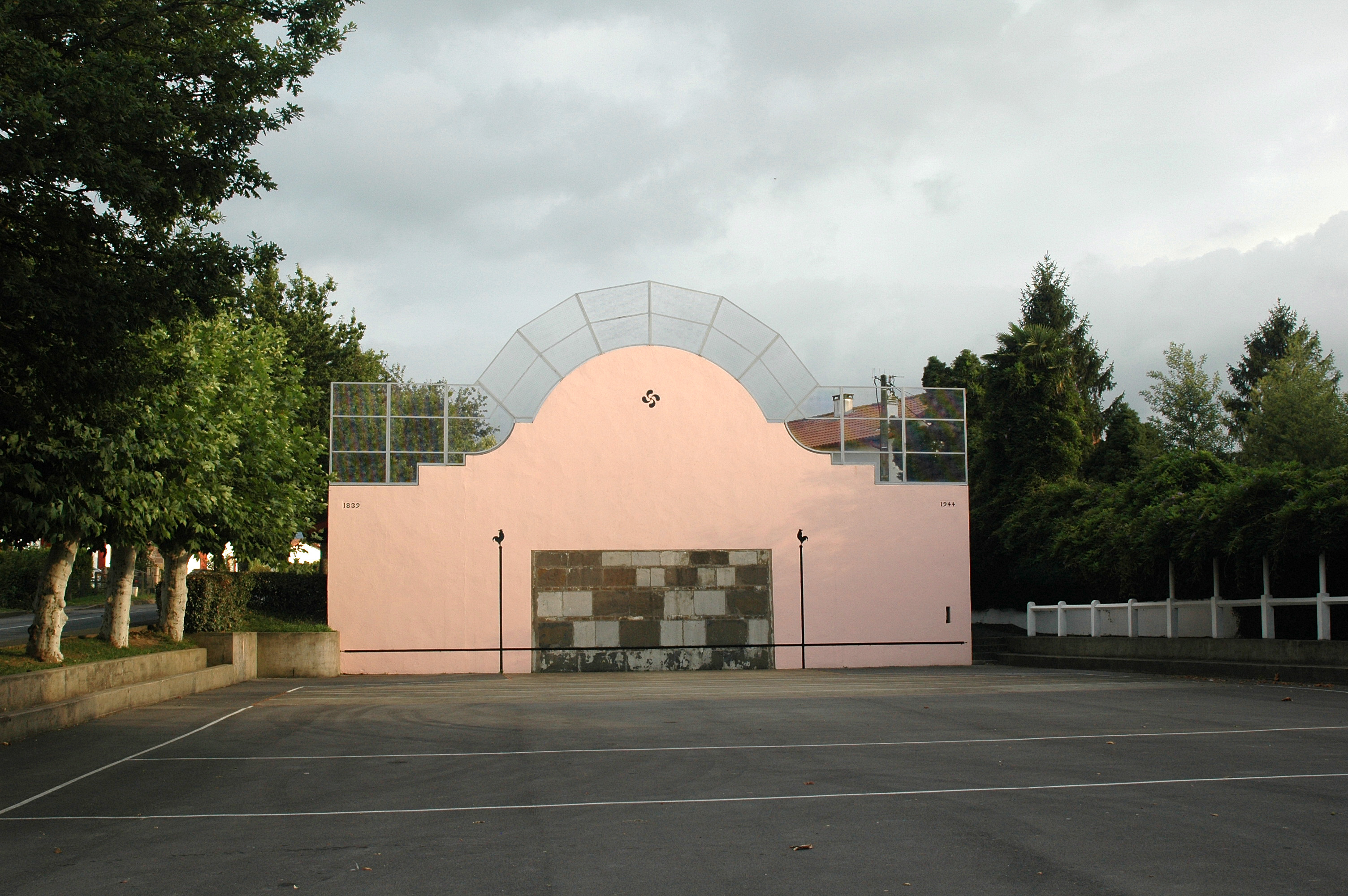
Le fronton.

Langues
D'après la Carte des Sept Provinces Basques éditée en 1863 par le prince Louis-Lucien Bonaparte, le dialecte basque parlé à Larressore est le bas-navarrais occidental.
Festivités

### Patrimoine civil
Un gaztelu zahar se dresse au lieu-dit Pekatenborda, à une altitude de 92 mètres.

### Patrimoine religieux
L'ancien séminaire fut fondé en 1733 par l'abbé Jean Daguerre, natif de Larressore, et figure a l'Inventaire supplémentaire des monuments historiques. Sa chapelle fut construite entre 1840 et 1850. Elle a été entièrement restaurée entre 2008 et 2010 par le ministère de la Culture et recèle des fresques remarquables originellement peintes par des artistes italiens, des vitraux créés par le fameux maitre verrier Édouard Didron, ainsi que trois tableaux des XVIIe et XVIIIe siècles.
De nombreux religieux furent formés au séminaire de Larressore, dont certains devinrent missionnaires des Missions étrangères de Paris ('M.E.P.) outre-mer, comme le père Pierre Dourisboure (natif de Briscous) qui évangélisa le peuple Bahnar, au centre du Vietnam, au cours de la seconde moitié du 19e siècle et en fit l'étude de la culture et de la langue.
Concerts et autres manifestations publiques sont organisés périodiquement dans la chapelle.
Le séminaire fut ensuite acquis par l’État en 1906 à la suite du vote de la loi de séparation de l'Église et de l'État, et prit ensuite un rôle hospitalier, en particulier pendant et après la Première Guerre mondiale où il devint l'Hôpital auxiliaire no 216 où furent soignés les soldats gravement blessés ou gazés. Il devient ensuite sanatorium départemental, puis, au début des années 70, l'ancien séminaire fut cédé au centre hospitalier de Bayonne dont il héberge alors un service médico-psychologique. À la suite de regroupements décidés par le centre de Bayonne, il referme ses portes en 1995 et est cédé en 2000 à la commune de Larressore pour un franc symbolique.
En relation avec ce rôle hospitalier du séminaire pendant la Première Guerre mondiale, un cimetière fut créé en 1916 par la commune de Larressore dans la vallée de la Nive, aux approches de Cambo, le long de la route départementale 932. Ce cimetière a été restauré en 2014 avec ouverture d’un « carré militaire » contenant 61 tombes de soldats morts pour la France ; 70 autres tombes de soldats et de civils sont aussi incluses dans ce cimetière qui est ouvert aux visites du public. Un monument à la guerre de 1914-1918 avec un bas-relief de style Art déco et une plaque du ministère de la défense figurent dans le cimetière.
L'église Saint-Martin date, quant à elle, de 1893, l'ancienne église située dans le cimetière actuel s'étant effondrée. Le retable originel vendu par la paroisse se trouve dans une petite église des Aldudes
|  |  |  |

Des dalles funéraires du XVIIe siècle, ainsi qu'une croix du XIXe siècle et des stèles tabulaires et discoïdales, référencées par le ministère de la Culture, sont visibles au vieux cimetière.
|  |  |  |

La commune dispose de deux écoles primaires, l'une publique et l'autre privée (école Saint-Martin).

## Personnalités liées à la commune
nées au XVIIIe siècle
- Jean Daguerre, né en 1703 à Larressore, mort en 1785, abbé, fondateur et dirigeant du séminaire de Larressore.
- Jacques de Garra de Salagoïty, né en 1736 d'une famille du village basque d'Hélette, fit ses études au séminaire de Larressore puis devint titulaire de la chaire d'hydrographie à l'école de marine de Bayonne. Il est l'auteur d'un ouvrage reconnu de navigation, titré Élemens de la science du Navigateur présenté en 1780 à l'Académie des sciences.

nées au XIXe siècle
- Louis-Édouard Cestac, né en 1801 à Bayonne et décédé en 1868 à Anglet, est un prêtre, et fondateur de la congrégation des Servantes de Marie. Il fut nommé au petit séminaire de Larressore où il poursuivit sa formation ecclésiastique.

nées au XXe siècle
- Jean Iraçabal, né en 1941 à Larressore, est un joueur de rugby à XV, qui a joué avec l'équipe de France et avec l'Aviron bayonnais.